# Væggerløse Sogn
Væggerløse Sogn 
ist eine Kirchspielsgemeinde (dän.: Sogn)
auf der Insel Falster im südlichen Dänemark.
Bis 1970 gehörte sie zur Harde Falsters Sønder Herred im damaligen Maribo Amt, danach zur Sydfalster Kommune im Storstrøms Amt, die im Zuge der  Kommunalreform zum 1. Januar 2007 in der Guldborgsund Kommune in der Region Sjælland aufgegangen ist.

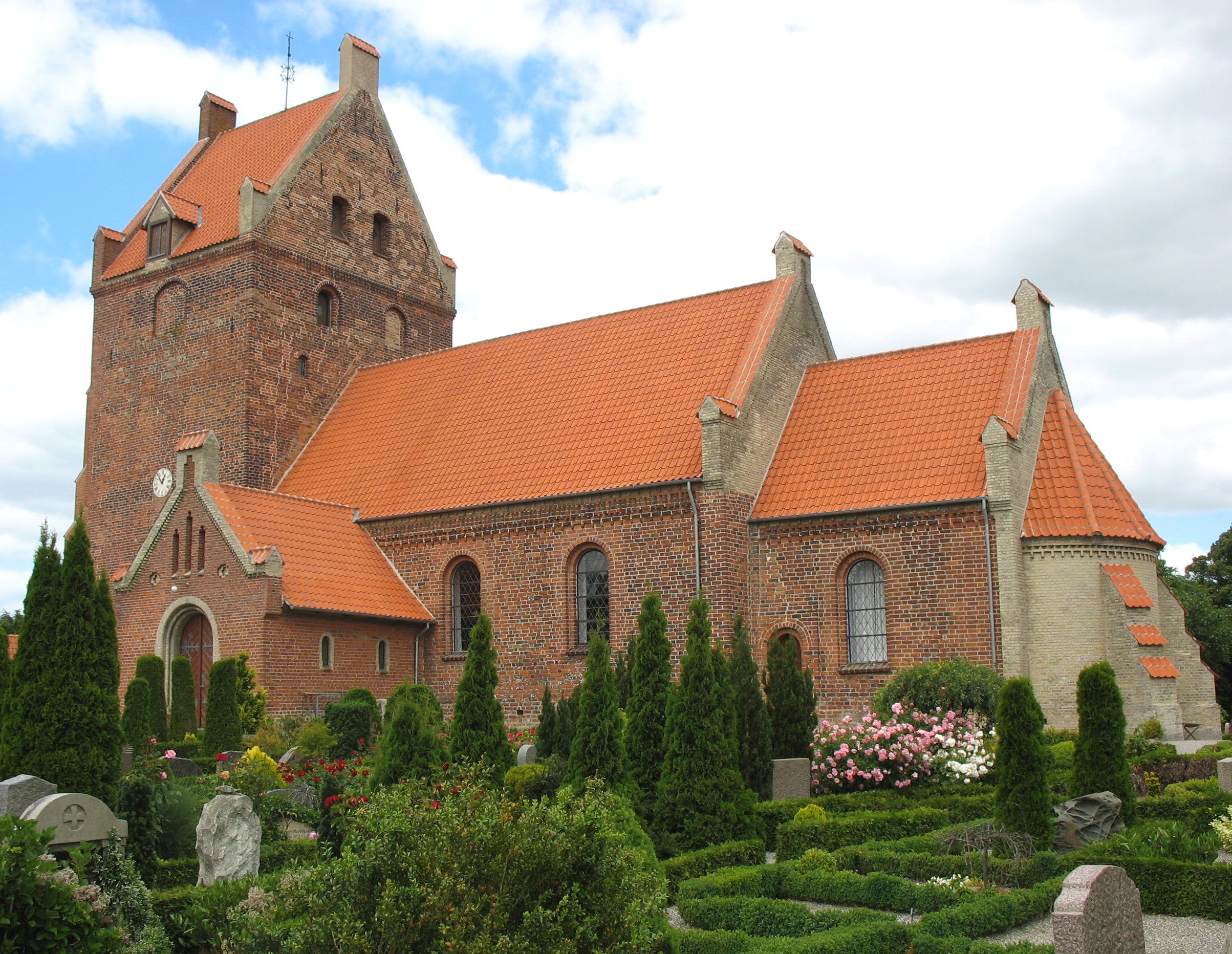
Væggerløse Kirke

Im Kirchspiel leben 3230 Einwohner, davon 225 in Hasselø Plantage,  701 in Marielyst,  317 in Nykøbing Strandhuse und 1330 im Kirchdorf Væggerløse (Stand: 1. Januar 2023).
Im Kirchspiel liegt die „Væggerløse Kirke“.
Nachbargemeinden sind im Norden Nykøbing Falster Sogn und Idestrup Sogn, im Süden Gedesby Sogn und im Südwesten Skelby Sogn.